# Enjoliveur
 (octobre 2023).
Si vous disposez d'ouvrages ou d'articles de référence ou si vous connaissez des sites web de qualité traitant du thème abordé ici, merci de compléter l'article en donnant les références utiles à sa vérifiabilité et en les liant à la section « Notes et références ».

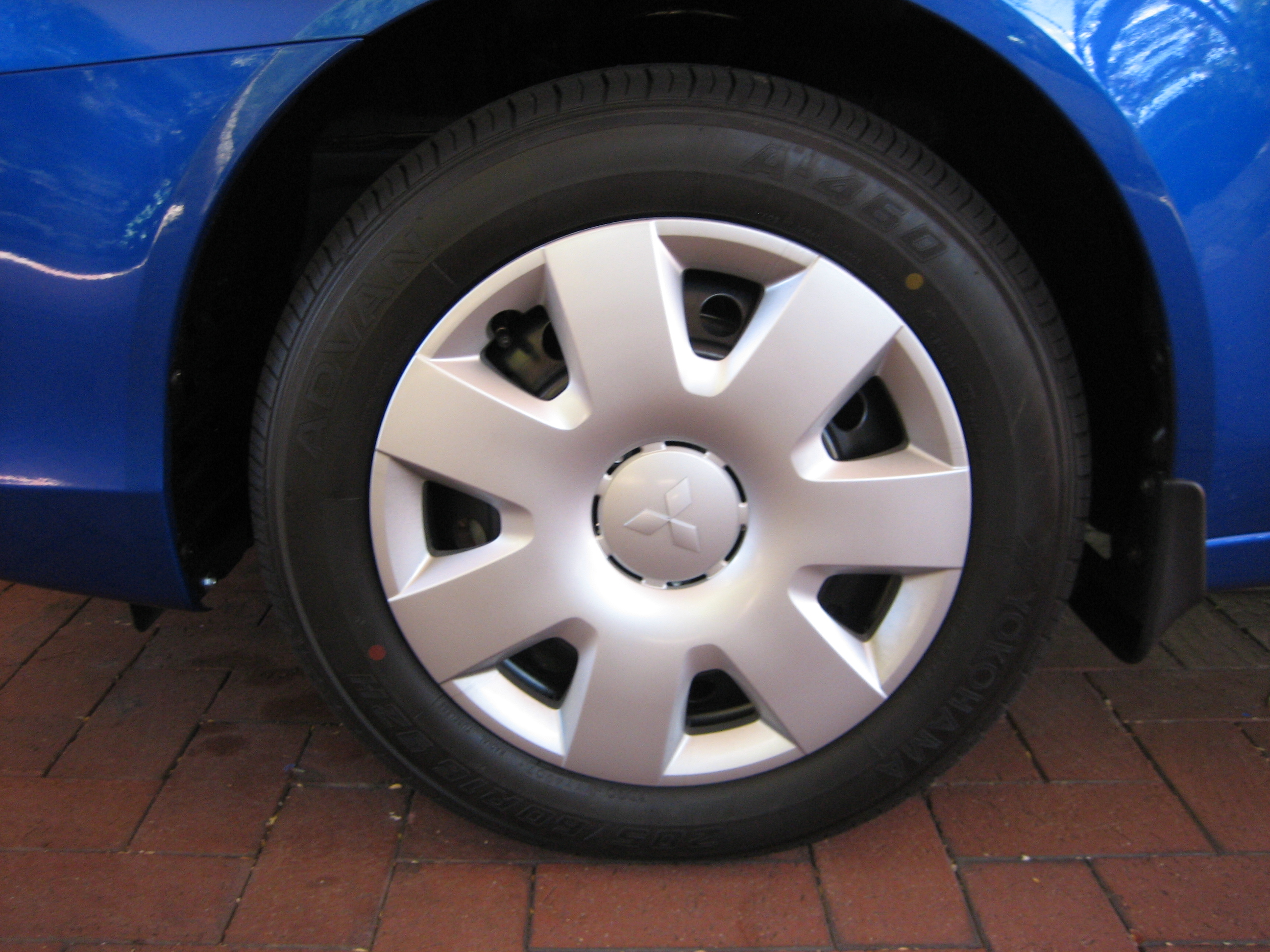
Enjoliveur plastique sur la roue d'une Mitsubishi Lancer.

Un enjoliveur, aussi appelé « chapeau de roue », est un objet métallique ou plastique placé sur l'extérieur de la roue d’une voiture pour décorer. Il est fixé sur la jante.